# California Gurls
California Gurls este un cântec înregistrat de cântǎreața americană Katy Perry, lansat ca prim single pentru cel de-al treilea album de studio, Teenage Dream. 
Aranjată muzical și mixată de Serban Ghenea, melodia este interpretată alături de rapper-ul Snoop Dogg și a fost produsă de Dr. Luke, Max Martin și Benny Blanco. Conform declarației lui Perry, melodia reprezinta un omagiu adus hit-ului "Empire State of Mind". Piesa a fost inițial trimisă în formatul radio mainstream și rythmic airplay pe 25 mai 2010. Cu toate acestea, după ce clipurile din noul album al lui Perry au avut scurgeri online, casa ei de discuri a lansat piesa la radio pe 5 iulie 2010, și, de asemenea, a început publicarea sa pe site-ul ei oficial. Hit-ul a ajuns pe locul întâi în topul Billboard Hot 100 pentru șase săptămâni consecutive, oferindu-i lui Katy Perry cel de-al doilea single "numer one" din Statele Unite, iar lui Snoop Dogg cel de-al treilea. Piesa a câștigat primul loc în peste zece țări, incluzând Statele Unite, Canada, Australia, Scoția, Irlanda, Marea Britanie și Noua Zeelandă.